# 陈泫孝
陈泫孝（1995年6月2日—），艺名大泫，广东省汕尾市人，中国男歌手。初中阶段开始参加商业演出，担任酒吧驻唱。2018年4月19日，发行单曲《静悄悄》，从而正式出道。2019年，参加湖南卫视音乐互动综艺节目《嗨唱转起来》第一季。2021年1月，参加爱奇艺偶像男团竞演养成类真人秀《青春有你》第三季。